# Bobastro

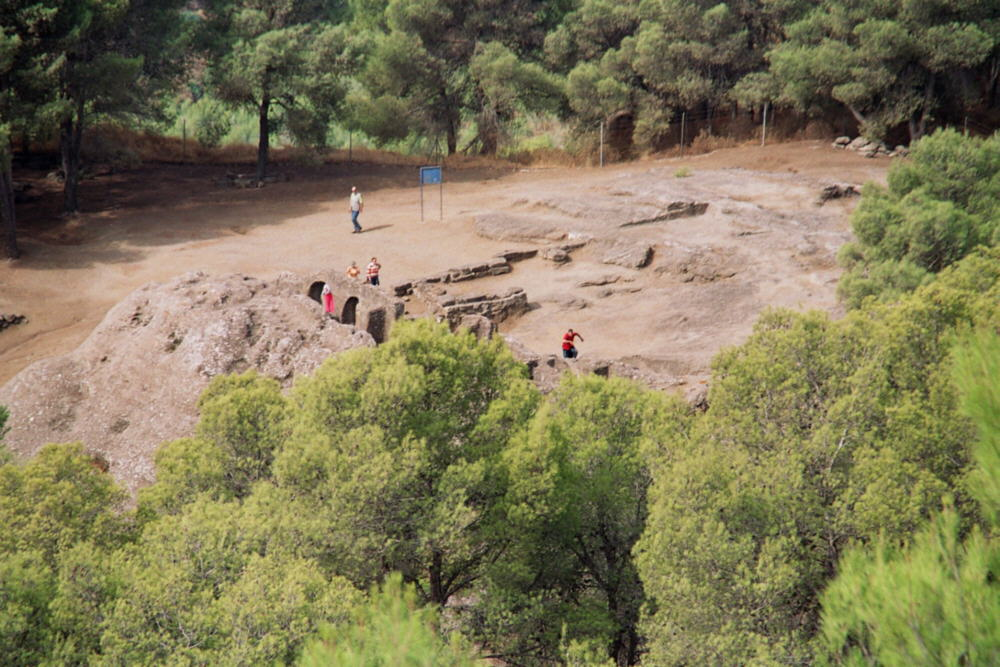
Ruínas de Bobastro

Bobastro é um povoado situado ao norte da Província de Málaga, Espanha, onde Omar ibne Hafeçune estabeleceu a capital de seus domínios, em 880, ao levantar-se contra o emir do Córdova. 